# Burt Munro
Herbert James Munro, detto Burt (Invercargill, 25 marzo 1899 – Invercargill, 6 gennaio 1978), è stato un pilota motociclistico neozelandese.

## Biografia
Burt Munro nacque nel 1899 a Invercargill, una città nel sud ovest della Nuova Zelanda. Nel 1915 acquistò una motocicletta che affiancò nel 1919 ad un sidecar. Quest'ultima, privata del sidecar, venne utilizzata da Burt per i primi tentativi di record di velocità. Nel 1920 acquistò la sua famosa Indian Scout che raggiungeva una velocità massima di circa 80 km/h. 

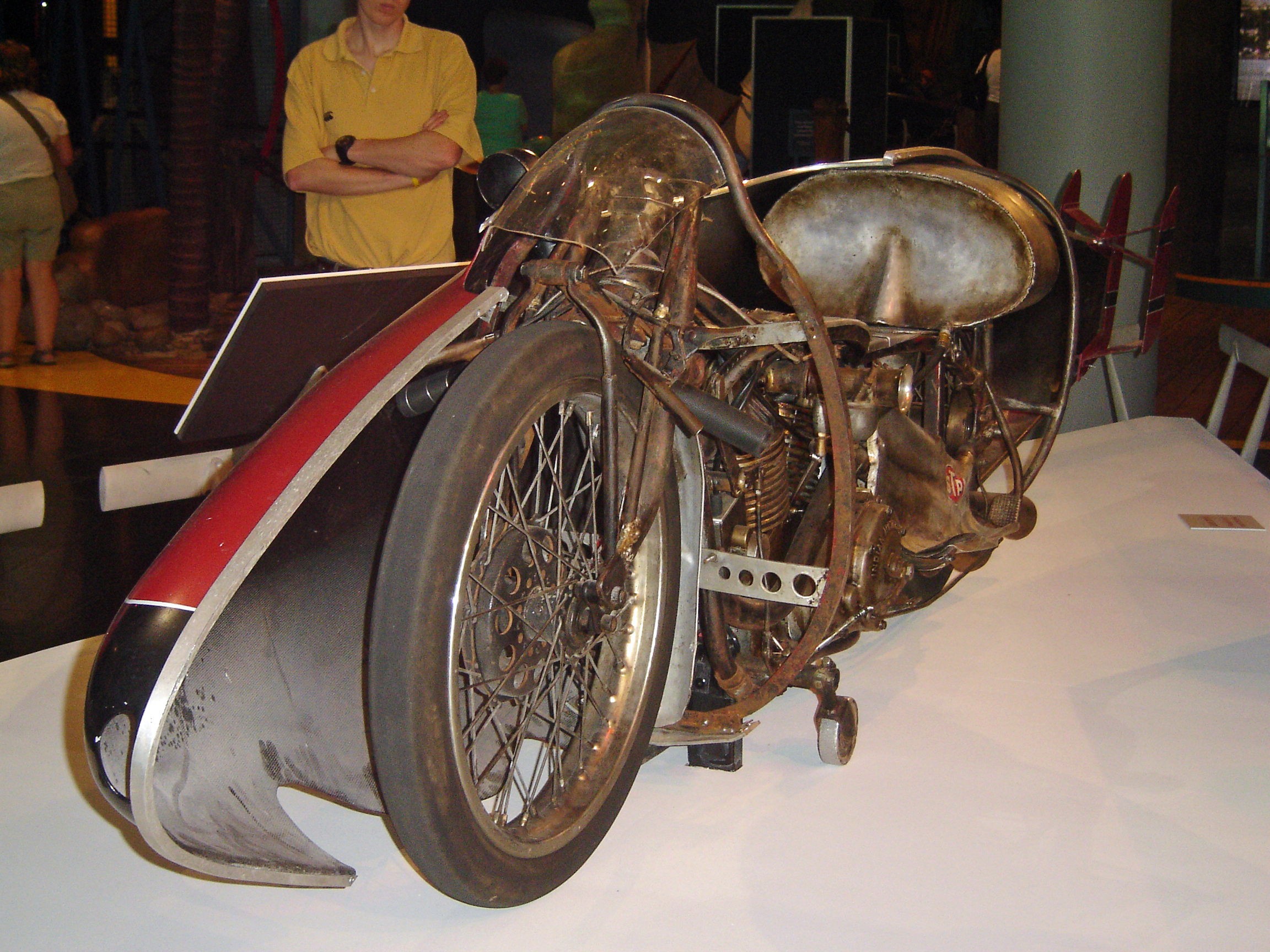
Una replica della Indian usata per il record di velocità.

Nel 1940 fissò un record di velocità neozelandese alla media di 194,4 km/h. Fino al 1941 partecipò a moltissime gare in Australia e Nuova Zelanda, ma non poté usare la motocicletta per quasi un anno a causa di un grave incidente nel quale si procurò un'emorragia cerebrale. In quel periodo la moglie divorziò da Munro.
Il sogno di Munro era quello di gareggiare sul lago salato di Bonneville Speedway e negli anni '60, raccolti i fondi grazie anche ad amici ed appassionati, riuscì nell'impresa. Dopo svariati tentativi, guasti meccanici e gravi cadute, riuscì a stabilire tre record omologati dall'A.M.A. (American Motorcyclist Association). Nel 1967, con il motore portato a 950 cm³ ottenne il record di classe (cilindrata inferiore a 1000 cm³) alla velocità di 295,5 km/h, e durante le qualifiche fu cronometrato a 305,9 km/h, la velocità ufficiale più alta mai registrata con una Indian.
Burt perse la licenza per correre nel 1975 a causa della sua angina pectoris e da allora partecipò solo a gare clandestine. Morì nel 1978 a 78 anni per cause naturali nella sua città natale e venne sepolto nell'Eastern Cemetery. Per i suoi meriti nella storia del motociclismo è stato inserito nel 2006 nella Motorcycle Hall of Fame.

## Cinema
Nel 2005 venne realizzata una pellicola cinematografica sulla sua intensa passione: Indian - La grande sfida con Anthony Hopkins come protagonista, incentrato sul suo primo viaggio a Bonneville.

## Documentario
Nel 1971 la NZBC (New Zealand Broadcasting Corporation) produsse un documentario di 20 minuti su Burt Munro intitolato Offerings to the God of Speed. Il filmato, diretto da Roger Donaldson, conteneva una serie di interviste a Munro e ai suoi conoscenti e familiari, per lo più girate a Bonneville, nello Utah, e a Invercargill, in Nuova Zelanda. Roger Donaldson realizzò il film su Munro del 2005.